# 後藤奏佑人
後藤 奏佑人（ごとう そうじん、2004年7月13日 - ）は、日本の俳優。東京都出身。ブレス所属。血液型B型。身長164cm。

## 人物
趣味はギター、ピアノ、将棋など。

## 出演作品

### 映画
- うさぎドロップ（2011年） - 園児 役
- 極道めし（2011年） - 南 銀太郎 役
- 泣き虫しょったんの奇跡（2018年） - 鈴木悠野（中学時代） 役
- スマホラー（2021年）- 高校生 役
- 流浪の月 (2022年)　- 高校生 役
- 忌怪島/きかいじま (2023年)
- 女神降臨 Before（2025年）
- 女神降臨 After（2025年）
- 学び舎にて 友よ（2025年）- 福田 役

### テレビドラマ
- モリのアサガオ（2011年）- 星山 克博（少年時代）役
- 造花の蜜（2011年）- 小杉 光輝 役
- ラッキーセブン（2012年）- 時多 翔太 役
- 監察医・篠宮葉月 死体は語る14（2014年） - 池下 大地 役
- MADDER（2025年）- クラスメート 役
- 阿修羅のごとく（2025年）- 高校生 役

### 舞台
- アルテイソレラ（2015年）

### CM
- アンファー スカルプD（2010年）
- ミツカン 肉手巻き寿司編（2011年）
- 江崎グリコ ポッキー 「デビル・ニノ 初めての友達篇」（2013年）
- 江崎グリコ ポッキー 「デビル・ニノ 憂いの魔人篇」（2014年）
- 江崎グリコ ポッキー 「デビル・ニノ 苦悩篇」（2014年）

- 江崎グリコ ポッキー 「デビル・ニノ 結末篇」（2014年）